# Waalse Pijl 2010
De 74e editie van de Waalse Pijl werd verreden op woensdag 21 april 2010. Deze editie stond vermeld op de historische kalender van de UCI. Na 198 kilometer kwam wereldkampioen Cadel Evans in zijn regenboogtrui als eerste boven op de Muur van Hoei.

## Deelnemersveld
In totaal namen 25 ploegen van acht renners deel aan deze editie van de Waalse Pijl.
| Deelnemende teams     | Deelnemende teams | Deelnemende teams       | Deelnemende teams  | Deelnemende teams   |
| --------------------- | ----------------- | ----------------------- | ------------------ | ------------------- |
| Acqua & Sapone        | BMC Racing Team   | Française des Jeux      | Landbouwkrediet    | Rabobank            |
| AG2R-La Mondiale      | Caisse d'Epargne  | Team Garmin-Transitions | Liquigas           | Team RadioShack     |
| Androni Giocattoli    | Cervélo TestTeam  | Team HTC-Columbia       | Team Milram        | Team Saxo Bank      |
| Astana                | Cofidis           | Katjoesja               | Omega Pharma-Lotto | Team Sky            |
| Bbox Bouygues Télécom | Euskaltel-Euskadi | Lampre-Farnese Vini     | Quick Step         | Topsport Vlaanderen |

## Uitslag
| Waalse Pijl 2010 (198 kilometer) |                   |                         |          |
| Plaats                           | Naam              | Ploeg                   | Tijd     |
| Winnaar                          | Cadel Evans       | BMC Racing Team         | 4u29'24" |
| 2                                | Joaquim Rodríguez | Katjoesja               | z.t.     |
| 3                                | Alberto Contador  | Astana                  | z.t.     |
| 4                                | Igor Antón        | Euskaltel-Euskadi       | + 6"     |
| 5                                | Damiano Cunego    | Lampre-Farnese Vini     | + 9"     |
| 6                                | Philippe Gilbert  | Omega Pharma-Lotto      | + 11"    |
| 7                                | Chris Horner      | Team RadioShack         | z.t.     |
| 8                                | Andy Schleck      | Team Saxo Bank          | z.t.     |
| 9                                | Ryder Hesjedal    | Team Garmin-Transitions | z.t.     |
| 10                               | Michael Albasini  | Team HTC-Columbia       | z.t.     |
|                                  |                   |                         |          |
| 14                               | Robert Gesink     | Rabobank                | + 19"    |

## Uitslag vrouwen

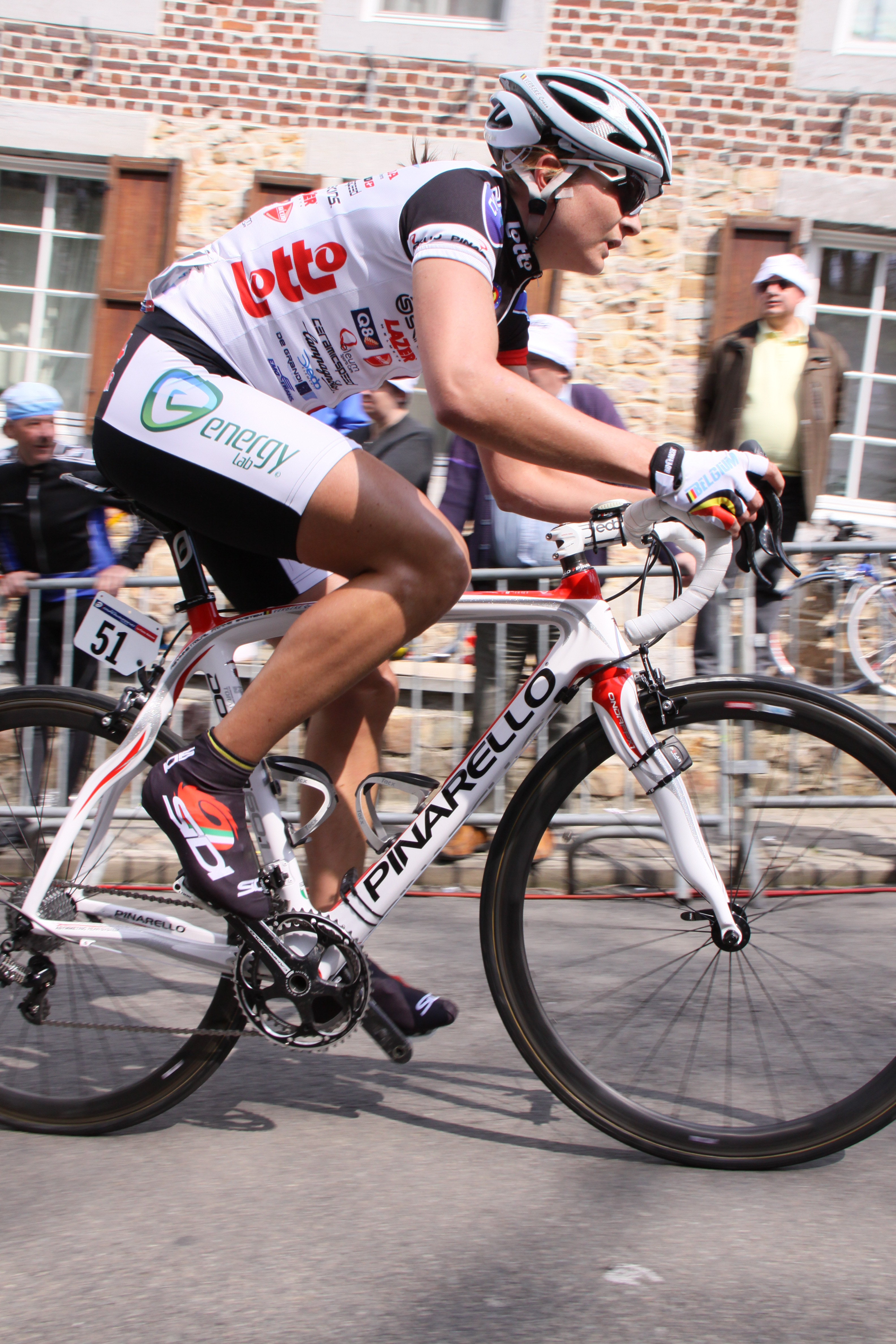
Grace Verbeke op de Muur van Hoei

| \| Waalse Pijl 2010 (109 km) \| \| \| \| \| Plaats \| Naam \| Ploeg \| Tijd \| \| \| Emma Pooley \| Cervélo Test Team \| 3u01'27" \| \| 2 \| Nicole Cooke \| Red Sun Cycling Team \| + 8" \| \| 3 \| Emma Johansson \| Red Sun Cycling Team \| z.t. \| \| 4 \| Grace Verbeke \| Lotto Ladies Team \| + 12" \| \| 5 \| Evelyn Stevens \| HTC Columbia Women \| + 17" \| \| 6 \| Marianne Vos \| Nederland Bloeit \| + 22" \| \| 7 \| Tatiana Guderzo \| Team Valdarno \| z.t. \| \| 8 \| Elena Berlato \| Top Girls Fassa Bortolo \| + 27" \| \| 9 \| Judith Arndt \| HTC Columbia Women \| + 40" \| \| 10 \| Eleonora Patuzzo \| Safi - Pasta Zara \| + 42" \| |                  |                         |          |
| Waalse Pijl 2010 (109 km) |                  |                         |          |
| Plaats | Naam             | Ploeg                   | Tijd     |
| Winnaar | Emma Pooley      | Cervélo Test Team       | 3u01'27" |
| 2 | Nicole Cooke     | Red Sun Cycling Team    | + 8"     |
| 3 | Emma Johansson   | Red Sun Cycling Team    | z.t.     |
| 4 | Grace Verbeke    | Lotto Ladies Team       | + 12"    |
| 5 | Evelyn Stevens   | HTC Columbia Women      | + 17"    |
| 6 | Marianne Vos     | Nederland Bloeit        | + 22"    |
| 7 | Tatiana Guderzo  | Team Valdarno           | z.t.     |
| 8 | Elena Berlato    | Top Girls Fassa Bortolo | + 27"    |
| 9 | Judith Arndt     | HTC Columbia Women      | + 40"    |
| 10 | Eleonora Patuzzo | Safi - Pasta Zara       | + 42"    |

1936 · 1937 · 1938 · 1939 · 1940 · 1941 · 1942 · 1943 · 1944 · 1945 · 1946 · 1947 · 1948 · 1949 · 1950 · 1951 · 1952 · 1953 · 1954 · 1955 · 1956 · 1957 · 1958 · 1959 · 1960 · 1961 · 1962 · 1963 · 1964 · 1965 · 1966 · 1967 · 1968 · 1969 · 1970 · 1971 · 1972 · 1973 · 1974 · 1975 · 1976 · 1977 · 1978 · 1979 · 1980 · 1981 · 1982 · 1983 · 1984 · 1985 · 1986 · 1987 · 1988 · 1989 · 1990 · 1991 · 1992 · 1993 · 1994 · 1995 · 1996 · 1997 · 1998 · 1999 · 2000 · 2001 · 2002 · 2003 · 2004 · 2005 · 2006 · 2007 · 2008 · 2009 · 2010 · 2011 · 2012 · 2013 · 2014 · 2015 · 2016 · 2017 · 2018 · 2019 · 2020 · 2021 · 2022 · 2023 · 2024
Lijst van beklimmingen